# Lijst van werken van Georg Friedrich Händel
Dit is een overzicht van de werken van de Duits-Engelse componist Georg Friedrich Händel.

## Kerkelijke werken

### Kerkelijke werken in het Latijn
- Psalm 112 'Laudate Pueri' (1707), HWV 237
- Psalm 109 'Dixit Dominus' (1707)
- Psalm 137 'Nisi Dominus' (1707)
- Gloria Patri (1707)
- Salve Regina (ca. 1710), HWV 241
- Motet 'Silete Venti' (ca. 1710)
- Utrecht Te Deum en Jubilate (1712-1713)
- Te Deum in D (1727)
- Te Deum in Bes (1727)
- Te Deum in A (1727)
- Dettingen Te Deum (1743)

Kerkelijke werken in het Engels
- Twelve Chandos Anthems (1716-1719); I. be joyful in the Lord - II. In the Lord I put my trust - III. Have mercy upon me - IV. O sing into the Lord - V. I will magnify Thee - VI. As pants the heart - VII. My song shall be alway - VIII. O come, let us sing - IX. O praise the Lord - X. The Lord is my light - XI. Let God arise - XII. O praise the Lord, ye Angels
- Coronation Anthems (1727); I. Zadok the Priest - II. The king shall rejoice - III. My heart is inditing - IV. Let thy hand be strengthened
- Funeral Anthem 'The ways of Zion do mourn' (1727)
- Wedding Anthem 'This is the day' (1734)
- Wedding Anthem 'Sing into God (1736)
- Dettinger Anthem 'The king shall rejoice' (1742)
- Foundling Hospital Anthem 'Blessed are they' (1742)
- Hymnes HWV 269-277, 284-286

Kerkelijke werken in het Duits
- Duitse Cantates HWV 229 (1700-1703)
- Hymnes HWV 202-210

Kerkelijke werken in het Italiaans
- Italiaanse Cantates HWV 230, 233, 234

## Wereldlijke vocale werken
Odes
- Ode for the birthday of Queen Anne HWV 74 (1713)
- Ode for Saint Cecilia's day HWV 76 (1739)

Masques
- Aci, Galatea i Polifemo HWV 72 (1708)
- Acis and Galathea HWV 49b (1718?)
- Parnasso in festa HWV 73 (1734)
- Alexander's Feast HWV 75 (1736)

Aria's
- Italiaanse Aria's HWV 211-227
- Engelse Aria's HWV 226, 228
- Italiaanse Duetten HWV 178-199
- Italiaanse Terzetten HWV 200-201

Wereldlijke Cantates
- Italiaanse Cantates HWV 77-177

## Instrumentale werken
Suites
- 18 suites voor klavecimbel

Kamermuziek
- 15 Sonates voor viool, fluit, blokfluit of hobo en continuo op.1
- 6 Triosonates op.2
- 7 Triosonates op.5

Concerten
- 6 Orgelconcerten op.4
- 6 Orgelconcerten op.7
- 3 Hoboconcerten

Concerti
- 3 Concerti a due cori
- Concerto Grosso "Alexander's Feast
- 6 Concerti Grossi op.3
- 12 Concerti Grossi op.6

Orkestwerken
- Water Music (3 Suites)
- Music for the Royal Fireworks